# Kingpin (film)
Kingpin è un film del 1996, diretto dai fratelli Farrelly. Loro seconda opera dopo Scemo & + scemo e la prima ad essere diretta in coppia.

## Trama
Il protagonista è un giocatore di bowling di nome Roy Munson, che diventa campione dello Stato dell'Iowa nel 1979. Subito dopo aver ottenuto questo titolo perde una mano interrompendo così la propria carriera, e si dedica (con una protesi di gomma) a vendere articoli da bowling. Successivamente incontra Ishmael, un giovane amish con un talento innato per il bowling, e cerca di convincerlo a seguirlo nel circuito professionistico e ad usare il proprio talento per rendere entrambi ricchi.

## Distribuzione
In Italia il film è uscito direttamente in video.